# Клубний чемпіонат світу з футболу 2019 (склади)
У таблиці нижче представлені склади команд-учасниць клубного чемпіонату світу з футболу 2019 року. Кожна команда повинна мати склад з 23-х гравців (три з яких мають бути воротарями) до крайнього терміну, призначеного ФІФА — 5 грудня 2019 року.
Заміни через травми дозволено було проводити за 24 години до першого матчу команди.

## «Аль-Хіляль»
11 грудня 2019 року Наваф аль-Абед замінив у заявці травмованого Салмана аль-Фараджа.
Головний тренер:  Разван Луческу
| №  | Поз. | Нац.              | Гравець             |
| -- | ---- | ----------------- | ------------------- |
| 1  | ВР   | Саудівська Аравія | Абдулла Аль-Маюф    |
| 2  | ЗХ   | Саудівська Аравія | Мохаммед Аль-Брейк  |
| 3  | ПЗ   | Бразилія          | Карлос Едуардо      |
| 5  | ЗХ   | Саудівська Аравія | Алі Аль-Булаїхі     |
| 6  | ПЗ   | Колумбія          | Густаво Куельяр     |
| 8  | ПЗ   | Саудівська Аравія | Абдулла Отайф       |
| 9  | НП   | Італія            | Себастьян Джовінко  |
| 10 | ПЗ   | Саудівська Аравія | Мохаммад Аш-Шальхуб |
| 12 | ЗХ   | Саудівська Аравія | Яссер аш-Шаграні    |
| 13 | ЗХ   | Саудівська Аравія | Хассан Кадеш        |
| 17 | ЗХ   | Саудівська Аравія | Абдулла Аль-Хафіт   |
| 18 | НП   | Франція           | Бафетімбі Гоміс     |

| №  | Поз. | Нац.              | Гравець            |
| -- | ---- | ----------------- | ------------------ |
| 19 | ПЗ   | Перу              | Андре Каррільйо    |
| 20 | ЗХ   | Південна Корея    | Чан Хьон Су        |
| 22 | ЗХ   | Саудівська Аравія | Амірі Курді        |
| 24 | ПЗ   | Саудівська Аравія | Наваф аль-Абед     |
| 27 | ПЗ   | Саудівська Аравія | Хаттан Бахебрі     |
| 28 | ПЗ   | Саудівська Аравія | Мохамед Канно      |
| 29 | ПЗ   | Саудівська Аравія | Салем аль-Давсарі  |
| 30 | ВР   | Саудівська Аравія | Мохаммед Аль-Вакед |
| 40 | ВР   | Саудівська Аравія | Наваф Аль-Гамді    |
| 70 | ЗХ   | Саудівська Аравія | Мохаммед Джахфалі  |
| 77 | НП   | Сирія             | Омар Харбін        |

## «Ас-Садд»
Головний тренер:  Хаві Ернандес
| №  | Поз. | Нац.           | Гравець              |
| -- | ---- | -------------- | -------------------- |
| 1  | ВР   | Катар          | Саад аш-Шіб          |
| 2  | ЗХ   | Катар          | Ро-Ро                |
| 3  | ЗХ   | Катар          | Абделькарім Хассан   |
| 5  | ПЗ   | Південна Корея | Чон У Йон            |
| 6  | ЗХ   | Катар          | Тарек Салман         |
| 8  | ПЗ   | Катар          | Алі Ассадалла        |
| 9  | НП   | Катар          | Абдулазіз Аль-Ансарі |
| 10 | ПЗ   | Катар          | Хассан аль-Хайдос    |
| 11 | НП   | Алжир          | Багдад Бунеджах      |
| 12 | ЗХ   | Катар          | Хамід Ісмаїл         |
| 14 | ПЗ   | Іспанія        | Габі                 |
| 16 | ПЗ   | Катар          | Буалем Хухі          |

| №  | Поз. | Нац.           | Гравець          |
| -- | ---- | -------------- | ---------------- |
| 19 | ПЗ   | Південна Корея | Нам Тхе Хі       |
| 20 | ПЗ   | Катар          | Салем аль-Хаджрі |
| 22 | ВР   | Катар          | Мешал Баршам     |
| 23 | ПЗ   | Катар          | Хашим Алі        |
| 45 | ПЗ   | Катар          | Акрам Афіф       |
| 52 | ЗХ   | Катар          | Хуссейн Бехзад   |
| 61 | ПЗ   | Катар          | Мостафа Тарек    |
| 66 | ЗХ   | Катар          | Яссер Абубакар   |
| 83 | ВР   | Катар          | Юсеф Абдулла     |
| 85 | ПЗ   | Катар          | Файсал Мохамед   |
| 99 | НП   | Катар          | Рамі Сухаїль     |

## «Есперанс»
Головний тренер:  Муїн Шаабані
| №  | Поз. | Нац.        | Гравець            |
| -- | ---- | ----------- | ------------------ |
| 1  | ВР   | Туніс       | Моез Бен Шеріфія   |
| 3  | ПЗ   | Гана        | Кваме Бонсу        |
| 5  | ЗХ   | Туніс       | Шамседдін Дауаді   |
| 6  | ЗХ   | Туніс       | Мохамед Алі Якубі  |
| 7  | НП   | Алжир       | Біллель Бенсаха    |
| 8  | НП   | Туніс       | Аніс Бадрі         |
| 9  | НП   | Кот-д'Івуар | Ібрагім Уаттара    |
| 10 | НП   | Лівія       | Хамду Ельхуні      |
| 11 | НП   | Туніс       | Таха Яссін Хеніссі |
| 12 | ЗХ   | Туніс       | Халіль Шеммам      |
| 13 | НП   | Туніс       | Раед Федаа         |
| 14 | НП   | Туніс       | Хайтем Жуїні       |

| №  | Поз. | Нац.        | Гравець                 |
| -- | ---- | ----------- | ----------------------- |
| 15 | ПЗ   | Кот-д'Івуар | Фуссені Кулібалі        |
| 18 | ПЗ   | Алжир       | Абдельрауф Бенгіт       |
| 19 | ВР   | Туніс       | Рамі Жріді              |
| 21 | ВР   | Туніс       | Мохамед Седкі           |
| 22 | ПЗ   | Туніс       | Самех Дербалі           |
| 23 | ЗХ   | Алжир       | Ільєс Шетті             |
| 24 | ЗХ   | Туніс       | Іхеб Мбаркі             |
| 25 | ПЗ   | Туніс       | Феді Бен Чуг            |
| 27 | ПЗ   | Туніс       | Мохамед Алі Бен Ромдхан |
| 28 | ПЗ   | Туніс       | Мохамед Амін Мескіні    |
| 30 | ЗХ   | Алжир       | Абделькадер Бедран      |

## «Фламенгу»
Головний тренер:  Жорже Жезуш
| №  | Поз. | Нац.     | Гравець         |
| -- | ---- | -------- | --------------- |
| 1  | ВР   | Бразилія | Дієго Алвес     |
| 2  | ЗХ   | Бразилія | Родіней         |
| 3  | ЗХ   | Бразилія | Родріго Кайо    |
| 4  | ЗХ   | Іспанія  | Пабло Марі      |
| 5  | ПЗ   | Бразилія | Вілліан Аран    |
| 6  | ЗХ   | Бразилія | Рене            |
| 7  | ПЗ   | Бразилія | Евертон Рібейро |
| 8  | ПЗ   | Бразилія | Жерсон Сантос   |
| 9  | НП   | Бразилія | Габріел Барбоза |
| 10 | ПЗ   | Бразилія | Дієго           |
| 11 | НП   | Бразилія | Вітіньйо        |
| 13 | ЗХ   | Бразилія | Рафінья         |

| №  | Поз. | Нац.     | Гравець                |
| -- | ---- | -------- | ---------------------- |
| 14 | ПЗ   | Уругвай  | Хьорхіан Де Арраскаета |
| 16 | ЗХ   | Бразилія | Філіпе Луїс            |
| 19 | ПЗ   | Бразилія | Рейньєр                |
| 22 | ВР   | Бразилія | Габріел Батіста        |
| 25 | ПЗ   | Парагвай | Роберт Піріс           |
| 26 | ЗХ   | Бразилія | Матеус Тулер           |
| 27 | НП   | Бразилія | Бруно Енріке           |
| 28 | НП   | Колумбія | Орландо Берріо         |
| 29 | НП   | Бразилія | Лінкольн               |
| 37 | ВР   | Бразилія | Сезар                  |
| 44 | ЗХ   | Бразилія | Родолфо                |

## «Єнген Спорт»
Головний тренер:  Фелікс Тагава
| №  | Поз. | Нац.           | Гравець          |
| -- | ---- | -------------- | ---------------- |
| 1  | ВР   | Нова Каледонія | Роккі Ніїкейн    |
| 2  | ЗХ   | Нова Каледонія | Жоріс Горендіаве |
| 3  | ЗХ   | Нова Каледонія | Вілльям Єнтао    |
| 4  | ЗХ   | Нова Каледонія | Бруно Ньянем     |
| 5  | ЗХ   | Нова Каледонія | Жордан Діне      |
| 6  | ПЗ   | Нова Каледонія | Седрік Сансо     |
| 7  | НП   | Нова Каледонія | Антоні Каї       |
| 8  | ПЗ   | Нова Каледонія | Джорді Гоні      |
| 9  | НП   | Нова Каледонія | Бріс Дахіт       |
| 10 | ПЗ   | Нова Каледонія | Мігель Каяра     |
| 11 | НП   | Нова Каледонія | Бертран Каї      |
| 12 | НП   | Нова Каледонія | Антуан Руан      |

| №  | Поз. | Нац.           | Гравець         |
| -- | ---- | -------------- | --------------- |
| 13 | ЗХ   | Нова Каледонія | Рой Каяра       |
| 16 | ПЗ   | Японія         | Кохей Мацумото  |
| 18 | ПЗ   | Нова Каледонія | Кевін Тейн      |
| 19 | ПЗ   | Нова Каледонія | Жозеф Аталь     |
| 20 | ПЗ   | Бразилія       | Маркос Пауло    |
| 22 | ПЗ   | Португалія     | Педру Вілела    |
| 27 | ЗХ   | Нова Каледонія | Еміль Беаруне   |
| 28 | НП   | Нова Каледонія | Франк Сінем     |
| 30 | НП   | Нова Каледонія | Івано Бамі      |
| 31 | ВР   | Нова Каледонія | Крістофер Єйвен |
| 34 | ВР   | Нова Каледонія | Жак Ніїкейн     |

## «Ліверпуль»
В попередній заявці команди були присутні Деян Ловрен та Ріан Брюстер, але перед самим турніром вони були замінені на молодих нідерландців Сеппа ван ден Берга та Кі-Яна Гувера
Головний тренер:  Юрген Клопп
| №  | Поз. | Нац.       | Гравець                 |
| -- | ---- | ---------- | ----------------------- |
| 1  | ВР   | Бразилія   | Аліссон Беккер          |
| 4  | ЗХ   | Нідерланди | Вірджіл ван Дейк        |
| 5  | ПЗ   | Нідерланди | Джорджиніо Вейналдум    |
| 7  | ПЗ   | Англія     | Джеймс Мілнер           |
| 8  | ПЗ   | Гвінея     | Набі Кейта              |
| 9  | НП   | Бразилія   | Роберто Фірміно         |
| 10 | НП   | Сенегал    | Садіо Мане              |
| 11 | НП   | Єгипет     | Мохаммед Салах          |
| 12 | ЗХ   | Англія     | Джо Гомес               |
| 13 | ВР   | Іспанія    | Адріан                  |
| 14 | ПЗ   | Англія     | Джордан Гендерсон       |
| 15 | ПЗ   | Англія     | Алекс Окслейд-Чемберлен |

| №  | Поз. | Нац.       | Гравець                  |
| -- | ---- | ---------- | ------------------------ |
| 20 | ПЗ   | Англія     | Адам Лаллана             |
| 22 | ВР   | Англія     | Енді Лонерган            |
| 23 | ПЗ   | Швейцарія  | Джердан Шачірі           |
| 26 | ЗХ   | Шотландія  | Ендрю Робертсон          |
| 27 | НП   | Бельгія    | Дівок Орігі              |
| 48 | ПЗ   | Англія     | Кертіс Джонс             |
| 51 | ЗХ   | Нідерланди | Кі-Яна Гувер             |
| 66 | ЗХ   | Англія     | Трент Александер-Арнольд |
| 67 | ПЗ   | Англія     | Гарві Елліотт            |
| 72 | ЗХ   | Нідерланди | Сепп ван ден Берг        |
| 76 | ЗХ   | Уельс      | Неко Вільямс             |

## «Монтеррей»
Головний тренер:  Антоніо Мохамед
| №  | Поз. | Нац.       | Гравець              |
| -- | ---- | ---------- | -------------------- |
| 1  | ВР   | Аргентина  | Марсело Бароверо     |
| 3  | ЗХ   | Мексика    | Сесар Монтес         |
| 4  | ЗХ   | Аргентина  | Ніколас Санчес       |
| 6  | ЗХ   | Мексика    | Едсон Гутьєррес      |
| 7  | НП   | Аргентина  | Рохеліо Фунес Морі   |
| 8  | НП   | Колумбія   | Дорлан Пабон         |
| 9  | НП   | Нідерланди | Вінсент Янссен       |
| 10 | НП   | Уругвай    | Хонатан Урретабіская |
| 11 | ЗХ   | Аргентина  | Леонель Ванджіоні    |
| 14 | НП   | Мексика    | Анхель Сальдівар     |
| 15 | ЗХ   | Аргентина  | Хосе Марія Басанта   |
| 16 | ПЗ   | Парагвай   | Сельсо Ортіс         |

| №  | Поз. | Нац.      | Гравець           |
| -- | ---- | --------- | ----------------- |
| 17 | ПЗ   | Мексика   | Хесус Гальярдо    |
| 19 | ЗХ   | Мексика   | Мігель Лаюн       |
| 20 | ПЗ   | Мексика   | Родольфо Пісарро  |
| 21 | ПЗ   | Мексика   | Альфонсо Гонсалес |
| 22 | ВР   | Мексика   | Луїс Карденас     |
| 23 | ЗХ   | Мексика   | Хоан Васкес       |
| 24 | ВР   | Мексика   | Едсон Ресендес    |
| 25 | ПЗ   | Мексика   | Хонатан Гонсалес  |
| 29 | ПЗ   | Мексика   | Карлос Родрігес   |
| 32 | ПЗ   | Аргентина | Максиміліано Меса |
| 33 | ЗХ   | Колумбія  | Стефан Медіна     |